# 庫克島 (南桑威奇群島)
59°27′S 027°10′W / 59.450°S 27.167°W

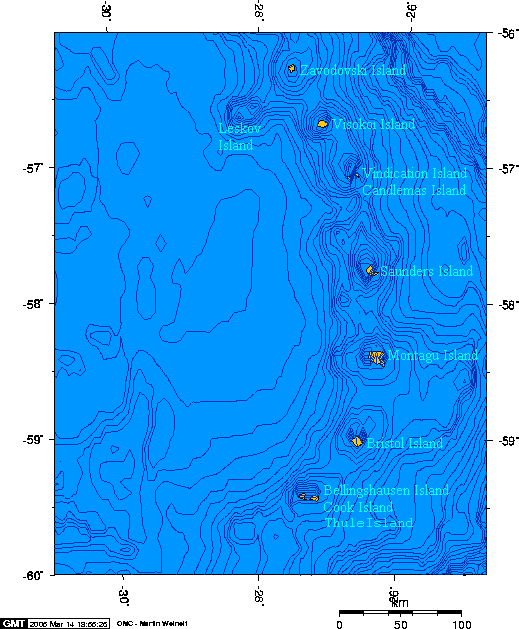

庫克島是大西洋的島嶼，位於別林斯高晉島和圖勒島附近，屬於南桑威奇群島的一部分，長6公里、寬3公里，面積20平方公里，海拔高度1,115米，島上無人居住。庫克島最早是由英國探險隊的詹姆斯·庫克船長於1775年發現，之後被俄國探險隊於1819-1820年間再次探索並以詹姆斯·庫克船長之名定名為庫克島。